# Albert Nagele
Albert Nagele (* 14. März 1927 in Klagenfurt; † 22. Januar 1999 in Graz) war ein österreichischer Komponist und Oboist.

## Leben
Nagele studierte am Kärntner Landeskonservatorium Komposition (bei Robert Keldorfer) und an der Universität für Musik und darstellende Kunst Wien Oboe (bei Hans Kamesch). 
1946 wurde er 1. Solo-Oboist des Grazer Philharmonischen Orchesters und an der Grazer Oper.
Albert Nagele war mit der Flötistin und Musikwissenschaftlerin Grete Nagele, geb. Gatterer, verheiratet.

## Werke (Auswahl)
- Sinfonietta für Oboe, Streicher u. 6 Pk., Konzert f. Ob., Streicher und Schlaginstrumente; Kammermusik; Lieder; Arrangements.

## Ehrungen
- Joseph-Marx-Musikpreis des Landes Steiermark 1950, 1951 u. 1953; Musikpreis der Stadt Graz 1963.